# Малі Шемердяни
Ма́лі Шемердя́ни (рос. Малые Шемердяны, чув. Кĕçĕн Шемертен) — присілок у Чувашії Російської Федерації, у складі Великошемердянського сільського поселення Ядринського району.
Населення — 210 осіб (2010; 256 в 2002, 363 в 1979, 442 в 1939, 404 в 1926, 327 в 1899, 305 в 1858).

## Історія
Засновано 18 століття як виселок села Троїцьке (Великі Шемердяни). До 1866 року селяни мали статус державних, займались землеробством, тваринництвом. У 1920-ті роки діяли вітряк, початкова школа, 16 жовтня 1926 року засновано сільськогосподарське товариство «Опит», працювали різні майстерні. 1931 року утворено колгосп «Нова ланка». До 1927 року присілок входив до складу Балдаєвської волості Ядринського повіту, з переходом на райони 1927 року — у складі Ядринського району.

## Господарство
У присілку працюють клуб, бібліотека, спортивний майданчик та магазин.